# Pukiš
Pukiš je naseljeno mjesto u sastavu općine Lopare, Republika Srpska, BiH.

## Stanovništvo
| Pukiš              |              |
| godina popisa      | 1991.        |
| Srbi               | 245 (98,39%) |
| Muslimani          | 0            |
| Hrvati             | 0            |
| Jugoslaveni        | 0            |
| ostali i nepoznato | 4 (1,61%)    |
| ukupno             | 249          |